# سارة تشانغ (ممثلة)
سارة تشانغ (بالإنجليزية: Sarah Chang)‏ هي فنانة قتالية ومنتجة أفلام وممثلة أمريكية، ولدت في 26 مارس 1985 في ماكلين (فرجينيا) في الولايات المتحدة.

## وصلات خارجية
- الموقع الرسمي
- سارة تشانغ (ممثلة) على موقع IMDb (الإنجليزية)
- سارة تشانغ (ممثلة) على موقع قاعدة بيانات الفيلم (الإنجليزية)